# 爱德华·谢瓦尔德纳泽
爱德华·阿姆夫罗西耶维奇·谢瓦尔德纳泽（1928年1月25日—2014年7月7日），苏联和格鲁吉亚政治人物。在前苏联共产党总书记戈尔巴乔夫执政期间（1985年—1990年）担任苏联外交部长，格鲁吉亚独立后，成为第二任总统（1995年11月26日—2003年11月23日）。由于在2003年选举期间舞弊，在国会议员休会抗议及群众压力下，于2003年11月23日晚宣布辞职。

## 苏联时代
谢瓦尔德纳泽在1946年加入全联盟共产党（布尔什维克），1959年成为格鲁吉亚最高苏维埃的成员。1968年至1972年出任格鲁吉亚内政部长、警察将军，1972年至1985年出任格鲁吉亚共产党第一书记。他在这段任期内尤其以打击格鲁吉亚国内严重的贪污著称，上百官员被撤职或关入监狱。据报道他有一次让所有的高级官员伸出他们的手，所有手腕上戴着黑市高价手表的人必须立刻将他们的手表交出来。不过他未能完全禁止贪污。直到1980年代他仍然称实现经济和社会的发展必须依靠“坚决地与不良的现象如贪污、贿赂、盗用公有财产、私有主义趋向、偷盗和其它违反共产主义道德的行为作斗争”。
1972年原格鲁吉亚共产党第一书记瓦西里·姆扎瓦纳泽因贪污事件辞职，谢瓦尔德纳泽成为他的继任者，他继续严格打击贪污和意见相左的人。1977年全苏联打击人权主义者的过程中，他的政府以进行反动活动的罪名关押了一批知名的格鲁吉亚反对派人士，其中包括后来格鲁吉亚的第一任民选总统兹维亚德·加姆萨胡尔季阿。
谢瓦尔德纳泽对贪污的严厉打击很快就受到了苏联高级领导人的注意。1976年他当选苏联共产党中央委员，1978年他成为中央政治局候补委员。此后的时间里他在政治斗争中的立场比较模糊，但为自己树立了清廉的名声，比如他上班路上使用公共交通，而不使用政治局委员可以使用的轿车。1985年原苏联外长安德烈·葛罗米柯退休，新任总书记戈尔巴乔夫任命谢瓦尔德纳泽为苏联外交部部长来加强戈尔巴乔夫身边的比较年轻的改革力量。
在他的支持下，东欧国家被允许走它们自己的道路而不再被束缚在苏联的控制之下。当东欧共产党呼吁苏联采取军事介入来解决开始横卷东欧的民主化运动时他拒绝介入，这为东欧大多数地区和平完成其民主化运动铺平了道路。据说他多次对强硬派说“我们现在应该认识到使用刺刀、坦克和血无法获得社会主义、友好、邻友关系和互相之间的尊重”。但一些共产党人和俄罗斯民族主义者认为他的做法是叛国，他长期被莫斯科的一些人物看作是反面人物。
1980年代末，当苏联的危机越来越明显时，谢瓦尔德纳泽与戈尔巴乔夫之间的政治分歧开始越来越大。戈尔巴乔夫试图维持社会主义政府和苏联的统一，而谢瓦尔德纳泽则主张继续政治和经济的开放。
1990年12月谢瓦尔德纳泽支持美國將伊拉克趕出科威特，戈巴契夫不支持。谢瓦尔德纳泽因反对戈尔巴乔夫的政策而辞职，他在苏维埃议会中警告说：“改革者走了或者躲起来了，独裁来了。”数月之后一次一些共产党强硬派试图政变失敗导致了苏联的最终瓦解。1991年11月谢瓦尔德纳泽再任苏联外长，但一个月后苏联正式解体，他与戈尔巴乔夫一起辞职。

## 格鲁吉亚时代

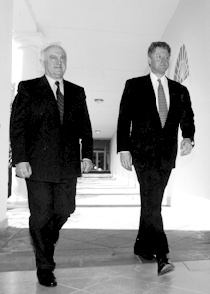
1994年谢瓦尔德纳泽（左）和比尔·克林顿在一起

当时刚刚独立的格鲁吉亚共和国的第一位总统兹维亚德·加姆萨胡尔季阿是一位民族主义者，他也是一位著名的作家和科学家，在70年代末他曾被谢瓦尔德纳泽政府关押。1992年1月格鲁吉亚国内发生政变，加姆萨胡尔季阿被迫逃往车臣，3月谢瓦尔德纳泽被指命为格鲁吉亚国家委员会执行主席。1995年11月格鲁吉亚的总统制重建，谢瓦尔德纳泽以70%的选票当选。2000年4月他再次当选，但这次选举被许多人指责为有选举舞弊现象。
对谢瓦尔德纳泽来说，他任格鲁吉亚总统的职务比他早年任苏联外长的职务更艰巨。他有许多敌人，有些甚至是他早年反贪污、反民族主义时的敌人。1993年，在格鲁吉亚西部爆发了一场内战，加姆萨胡尔季阿的支持者试图以此重返格鲁吉亚，在俄罗斯军队的帮助下谢瓦尔德纳泽获胜，而加姆萨胡尔季阿死于同年12月31日。1995年8月和1998年2月两次有人试图刺杀谢瓦尔德纳泽。在格鲁吉亚的南奥塞梯和阿布哈兹的武装独立运动造成上万难民。阿扎尔实际上处于自治状态。
俄罗斯在与格鲁吉亚北部相邻的车臣的战争导致了俄罗斯与格鲁吉亚之间的矛盾。俄罗斯指责谢瓦尔德纳泽收纳车臣游击队。谢瓦尔德纳泽与美国之间的亲密关系也是格鲁吉亚与俄罗斯之间矛盾的原因之一，俄罗斯将这个关系看作对它在高加索地区战略影响的威胁。由于谢瓦尔德纳泽的亲美政策，格鲁吉亚成为一个重要的美国外交和军事资助对象，格鲁吉亚与北约签署了一个战略合作的合同并宣布意图加入北约和欧洲联盟。他最重要的外交成果是保证修造一条从阿塞拜疆通过格鲁吉亚通往土耳其、价值30亿美元的输油管。
同时格鲁吉亚内部的犯罪率昌盛，政治腐败严重，谢瓦尔德纳泽的一些亲密顾问、高官和他的家庭成员获得了极大的经济权力。外部人士估计谢瓦尔德纳泽的亲密控制了国家70%的经济力量，他的妻子是国内最大的报纸之一的主编和主笔，而他的女儿是一家电影制片厂和国内最大的无线电话网络之一的总裁。尽管谢瓦尔德纳泽本人并没有从事贪污，但许多格鲁吉亚人指责他保护贪污人员来以此保证他自己的地位。格鲁吉亚成为世界上最腐败的国家之一。最后，甚至连他的美国支持者也不愿继续向这个黑洞送钱了。

## 倒台
2003年11月2日的格鲁吉亚议会大选被大多数国际选举观察员以及联合国和美国政府称为不公正。其结果导致了许多格鲁吉亚人的愤怒，第比利斯和其它许多地方爆发示威。11月21日当新议会刚刚开始开会时示威者冲入议会，谢瓦尔德纳泽在保镖保护下逃离议会。他宣布进入紧急状态并宣布他不会辞职。
虽然当时情况非常紧张，但鉴于苏联解体后格鲁吉亚不稳定状态的前例双方都声明要避免任何暴力冲突。议会发言人妮诺·布尔贾纳泽称在局势明了之前她执行总统职务。反对派首领米哈伊尔·萨卡什维利说他保证谢瓦尔德纳泽的人身安全，拥护谢瓦尔德纳泽为总统，但谢瓦尔德纳泽必须保证提前进行总统选举。
11月23日，在俄罗斯的调停下谢瓦尔德纳泽与反对派领袖萨卡什维利和祖拉布·日瓦尼亚会晤讨论当时的局势。会晤后谢瓦尔德纳泽宣布辞职，他说他希望以此避免一场血腥的权利斗争，希望以此“这一切可以和平解决”。但许多人怀疑军方不肯支持他的紧急状态是他辞职的真正原因。他本人后来说他在会晤前的早晨就已经决定辞职了。
在这个过程中外国的影响不十分清楚，但事后显然俄罗斯和美国都在整个过程中起了直接作用。美国国务卿克林·鲍威尔在大选后经常与谢瓦尔德纳泽通电话并劝告他和平退位。俄罗斯外长伊戈尔·伊万诺夫亲自飞往第比利斯与三位主要的反对派领袖和谢瓦尔德纳泽会晤，并促成了谢瓦尔德纳泽与萨卡什维利和祖拉布·日瓦尼亚的会晤。此后他还飞往埃杰里亚自治区与当地赞成谢瓦尔德纳泽的领袖阿斯兰·阿巴希泽会谈。
谢瓦尔德纳泽辞职后上万格鲁吉亚人在第比利斯街头庆祝，这次事件也被称为“玫瑰革命”。
由于谢瓦尔德纳泽在1990年两德合并中的作用他在德国非常受欢迎，他下台后德国政府邀请他到德国去生活。据说他的家庭在德国巴登-巴登市拥有一座洋房。但11月24日他对德国电视说：“我非常感谢德国方面的邀请，但我非常热爱我的国家，我不会离开它的。”据说他打算在下台后写他的回忆录。他的妻子于2004年10月20日逝世（两人于1951年结婚）。

## 身后遗产
谢瓦尔德纳泽最后几年在第比利斯郊区的豪宅中度过。他于2014年7月7日逝世，享年86岁。
谢瓦尔德纳泽的政治生涯充满了矛盾：他是苏联制度的产物，但同时他在摧毁这个制度中起了重要角色；他打击腐败而起家，但最后却因为腐败而倒台；他作为最开放的苏联外长而受欢迎，在格鲁吉亚却从未获得这样的热爱；他保障了格鲁吉亚的领土完整而他的政府却无法控制国内的大片地域；他帮助格鲁吉亚建立了一个公民社会，但却使用选举舞弊的方式来维持自己的权力。
1992年谢瓦尔德纳泽参加推翻加姆萨胡尔季阿政府时，他显然是结束格鲁吉亚内部混乱的最合适人选。但随着时间的推移他似乎认为，他的利益与格鲁吉亚的利益是一致的。他确信格鲁吉亚离不开他，因此他认为任何保证他的地位的手段都是合理的。他的下台使格鲁吉亚再次进入一个前途不明的时期。但许多观察家认为，在谢瓦尔德纳泽的统治期间，在格鲁吉亚建立了一个前所未有的公民社会。这样一个公民社会有能力面对类似90年代初那样的危机。